# Dominique Garat
Pour l’article homonyme, voir Garat.
Dominique Garat dit « Garat-Aîné », né le 12 décembre 1735 à Ustaritz. Il est décédé à Bassussary le 9 décembre 1799 (mais déclaré à Ustaritz). C'est un avocat et homme politique français d'origine basque.
Il est souvent confondu avec son jeune frère Dominique-Joseph Garat dit « Garat-Cadet » ou « Garat le Jeune ».

## Biographie

### Notable bordelais
Né à Ustaritz, siège, en cette époque, du Biltzar et du tribunal de bailliage de Labourd, Dominique Garat est le fils aîné d'un médecin du pays, Pierre Garat, fermier de la dîme, lequel entretient aussi un « dépôt de commerce » à Arruntz.
Son père ayant suffisamment d'aisance financière pour pouvoir payer des études à ses deux fils, Garat fait ses premières études sous la direction de l'abbé Istiart, prêtre à Ustaritz, puis son droit à Bordeaux et s'y fait recevoir avocat au parlement de Bordeaux en 1755 : il ne tarde pas à devenir un des meilleurs de cette ville et est même syndic de son ordre. 
Grand amateur de musique et de danse, on le voit un soir dans un théâtre s'irriter à la représentation d'une pièce où des artistes exécutaient assez mal un pas appelé « les sauts basques » ou le « muchico », et s'élancer sur la scène pour faire voir au public comment il fallait s'y prendre. Cette incartade, qui fut punie par quelques jours d'interdiction, ne nuit pas d'ailleurs à ses succès ni à sa renommée.
À l'image de nombreux membres de la bourgeoisie, Dominique fait partie de l'Académie des sciences, belles-lettres et arts de Bordeaux. Participant au mouvement des Lumières, il fait partie de la loge maçonnique « l'Amitié », établie aux Chartrons à Bordeaux, mais en est expulsé. Il fonde avec quelques autres avocats la loge « l'Harmonie », dont il devient secrétaire. 
Il épouse à Bordeaux, en 1762, Mlle Françoise Gouteyron, fille du chirurgien du maréchal de Saxe, musicienne et cantatrice distinguée, et, avec son jeune frère, comme lui avocat à Bordeaux, acquiert une réelle popularité dans toute la région : tous deux sont députés du tiers aux États généraux.

### États généraux et Constituante

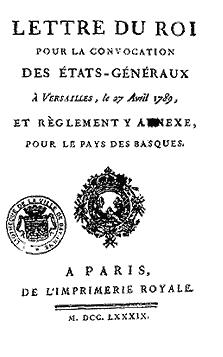
Lettre du Roi
Pour la convocation
Des États généraux
À Versailles le 27 avril 1789
Et Règlement y Annexe,
Pour le Pays des Basques.
Réimpression de 1814, Imprimerie royale.

Élu, le 22 avril 1789, par le bailliage de Labourd (Ustaritz), Dominique prit une part assez active aux travaux de la Constituante.
Garat-Aîné prend une part active dans la victoire du Tiers lors des journées de juin 1789, dans l'élaboration et la mise en place du nouvel appareillage institutionnel, judiciaire et administratif ; il accède au poste de secrétaire de l'Assemblée nationale constituante le 3 juillet 1790 et assume cette charge jusqu'au 30 septembre 1791.
Les comptes rendus des interventions de Dominique Garat sont rapportés aussi bien par Le Moniteur universel que par le Journal des assemblées. On peut ainsi répertorier une quarantaine d'interventions de Dominique Garat entre le 4 août 1789 et le 20 août 1791. Elles ont trait à la Déclaration des droits de l'homme et du citoyen, au nouveau découpage départemental, à l'organisation judiciaire, à la suppression des privilèges seigneuriaux, comme des ordres religieux, à la constitution civile du clergé, à la peine de mort, à la condition carcérale, au suffrage censitaire qu'il refuse au nom de la démocratie.
Il est un des commissaires chargés de négocier la réunion des trois ordres (27 juin) ; et, le 17 juillet, après la prise de la Bastille, il fait partie de la députation chargée d'accompagner le roi à Paris.

#### Départementalisation
En 1789, il vote pour que les départements puissent élire leurs députés parmi tous les citoyens du royaume. On avait proposé que ces députés ne fussent choisis que parmi les « éligibles » : 

« Je ne puis, dit Garat, adopter cet avis parce qu'il me semble que, d'après tous les principes, chaque assemblée de département doit avoir la liberté de fixer ses regards sur les vertus et les lumières partout où elles se trouveront. »

Les deux frères Garat tiennent beaucoup à ce que le Labourd, province qui les a vus naître, garde son nom et « sa nationalité, son caractère particulier », et lors du débat (février 1790) sur la division en départements, « l'amour du pays » les porte à combattre vivement le décret « qui allait réunir en un seul département (Basses-Pyrénées) le Béarn, la Navarre et le pays de Labourd, » : 

« Je réclame, dit Dominique, contre l'avis du comité [de constitution]. Ma réclamation n'intéresse que des peuples pauvres et peu nombreux ; mais n'ont-ils pas, par là même, des droits plus sacrés à votre justice éclairée ? La différence des langues est un obstacle insurmontable. L'assemblage qu'on vous propose est physiquement et moralement impossible. Réunissez des hommes dont les uns parlent une langue, les autres une autre : ce que voulez-vous qu'ils se disent ? Ils finiront par se séparer, comme les hommes de la tour de Babel… Les Béarnais et les Basques ont le même évêque. Mais, de tous les administrateurs, ceux qui voient le moins en détail sont les évêques. Les deux pays ont le même Parlement. C'était un vice de l'ancien ordre judiciaire, et vous ne le consacrerez pas. Je ne sais si quand un peuple a conservé pendant des siècles un caractère excellent et des mœurs patriarcales, il peut être bon, et en morale et en politique, de le mêler avec des peuples policés. »

 Garat Aîné réclamait ; Garat jeune alla plus loin encore : il protesta et se fit rappeler à l'ordre.

Dominique Garat combat également la proposition de nommer trente-six administrateurs par département : 

« En établissant une administration, on doit toujours avoir devant les yeux l'économie et la célérité de l'expédition des affaires ; or, je demande si les trente-six administrateurs dont on propose d'ordonner la nomination auront une rétribution ? S'ils en ont une, cette dépense deviendra énorme ; s'ils n'en ont pas, ils ne pourront être pris que parmi les gens riches, et l'aristocratie renaîtra. Je demande encore si un aussi grand nombre d'administrateurs n'occasionnera pas une grande lenteur dans les opérations. Je réclame contre l'avis du comité. »

La république de Gênes ayant réclamé contre la réunion de la Corse à la France, Garat Aîné en exprime son étonnement et obtient que l'assemblée déclare qu'il n'y a lieu à délibérer et la réclamation est écartée : 

« Il y a lieu de s'étonner, dit Garat-Aîné, que la république de Gênes se prétende encore propriétaire de la Corse, et ne nous considère que comme agents de sa souveraineté, nous par qui cette province a été conquise. On n'a plus ce qu'un autre a conquis. On ne cède pas les hommes, on ne cède pas les nations. Il ne faut laisser aucun doute sur ce principe. La proposition de la république doit être tout-à-fait écartée. »

#### La religion et ses ministres
En février 1790, il se prononce pour la suppression des ordres monastiques : il demande si « la vraie piété, les mœurs publiques et même l'éducation n'avaient pas à gagner dans l'abolition des ordres religieux » ; et il n'hésita pas à donner une triple réponse affirmative. C'est avec un peu d'emphase qu'il établit la nécessité de cette abolition : 

« Je jure, s'écria-t-il, que méditant sur les institutions religieuses, je n'ai jamais pu concevoir qu'il fût plus permis à l'homme de se priver de la vie civile que de la vie naturelle. Je jure que je n'ai jamais pu concevoir que Dieu aimât à reprendre de l'homme les dons qu'il a faits à l'espèce humaine, et que ce fût un moyen de lui plaire que de sacrifier la liberté qu'on a reçue de lui. Je jure… »

 À ce moment, de violents murmures s'élevèrent du côté droit, et l'abbé Maury cria au « blasphème ». En vain Garat essaya-t-il d'expliquer sa pensée : « Je jure, s'écria-t-il encore... » Il eut beau déclaré que « personne n'était meilleur chrétien catholique que lui », sa voix se perdit dans l'orage qu'il venait d'exciter. Les cris à l'ordre retentirent avec force du côté droit. C'est alors que l'évêque de Nancy, Mgr de La Fare, fait la motion que la religion catholique soit déclarée religion nationale ; et dans une autre séance (13 avril), sur la même demande reproduite par le chartreux dom Gerle, l'Assemblée déclare que, sur cette question, elle ne pouvait ni ne devait délibérer.
Il fait un rapport, « empreint de modération », sur les troubles qui se sont élevés à Bordeaux contre les Juifs. Il demande que les possesseurs de dîmes aient un traitement et que le sort des curés de campagne soit amélioré.

#### Le Roi et l'organisation judiciaire
Il propose, avec Fréteau, que l'Assemblée conserve au monarque français le titre de roi de Navarre : 

« Ce n'est pas, sans dessein, disait-il, que nos rois ont conservé le titre de roi de Navarre. Cette province n'a pas ici de députés ; elle en a cependant nommé qui sont venus sonder le terrain, et ne se sont pas présentés : elle a prétendu qu'elle pouvait avoir des états-généraux particuliers ; elle se considère comme un royaume séparé : ne favorisons pas les prétentions de l'Espagne, et ne nous opposons pas, sans un mûr examen, aux dispositions connues de la Navarre française. »

 Cette proposition ne fut pas adoptée.
Il ne se sépare que rarement de la majorité constitutionnelle, et, tout en se montrant favorable à la cause de la Révolution, jamais il n'est hostile au gouvernement de Louis XVI à qu'il veut conserver le titre de « roi de Navarre ». Il trouve satisfaisante la réponse du Roi à la demande de sanctionner les articles décrétés de la constitution de 1791. Il s'oppose à ce qu'on lui rappelle que ses demandes devaient être contre-signées des ministres. Il vote pour l'institution des juges par le roi ; il fait observer sur ces mots « établis par la constitution », que l'assemblée, en reconnaissant la suprématie du pouvoir exécutif, avait décidé d'avance que l'établissement des tribunaux appartenait au monarque ; et il s'élève contre ceux qui voulaient dépouiller la royauté pour se montrer populaires. Il appuie le projet qui porte à cent mille francs le traitement des ministres, et qui accorde cinquante mille francs en sus au ministre des affaires étrangères. Enfin, il fait rejeter, d'un article qui concerne le douaire de la reine, cette condition : « tant qu'elle restera en France » ; et il s'oppose à ce qu'un député puisse être élu gouverneur du dauphin.

Garat est un des secrétaires de l'Assemblée constituante. Il parle plusieurs fois sur les subsistances, sur les affaires de grains, sur les finances, sur le commerce et sur les colonies ; il vote le maintien de la franchise  du port de Bayonne, et s'opposa à la formation d'un comité colonial. Dès 1789, il a fait décréter une adresse aux Français, relative aux finances ; il réclame contre le décret qui établit la contribution du marc d'argent. Il parle des services rendus par la caisse d'escompte, et demande que les billets de cette caisse soient convertis en promesses d'assignats, et tiennent lieu de ce papier jusqu'à sa fabrication. Il a annoncé au nom de ses commettants,

« qui tous, disait-il, étaient aussi zélés citoyens que lui, qu'aucun d'eux ne refuserait de faire à la patrie, dans ce moment de crise et de malheur, le sacrifice du quart de son revenu. »

 Il prend souvent la parole dans les délibérations sur l'organisation judiciaire, et se montre contraire à l'établissement du jury. Lorsque le jury ait été décrété, il s'oppose à ce que les auteurs d'écrits incendiaires soient jugés par lui, et demande qu'on suive contre eux la marche des affaires ordinaires. Il vote pour que l'instruction des jurés soit faite par des preuves écrites. Il se prononce contre l'ambulance des juges, contre leur éligibilité, et réclame la permanence du tribunal de cassation. Il demande, pour les militaires traduits devant les conseils de guerre, le droit de récusation et d'appel. Il prend la parole dans les discussions relatives à la durée des fonctions judiciaires, à la haute cour nationale, aux tribunaux d'exception, à la compétence des juges de paix. Enfin c'est Dominique Garat qui fait la proposition d'ajouter, à la privation de la vie pour le parricide, l'amputation de la main droite, peine qui, passée dans les dispositions du code pénal français, y est restée jusqu'à la modification des rigueurs de ce code en 1833.
On ne connaît d'autre écrit imprimé de Garat qu'une Opinion contre les plans présentés par MM. Duport et Sieyès à l'Assemblée nationale, pour l'organisation du pouvoir judiciaire, Paris, et Bordeaux, 1790, in-8°, 69 p. Cet ouvrage a été attribué par erreur à son frère.

« On voit que si Dominique Garat ne fut pas un de ces grands talents qui brillèrent dans la première assemblée nationale, il s'y rendit utile par ses travaux, et s'y montra souvent honorable par ses opinions en général sages et modérées. »

— Louis-Gabriel Michaud, Biographie universelle ancienne et moderne
 Il semblait avoir pris, pour règle de conduite, ces paroles qu'il dit un jour à la tribune : « Instruire les peuples et les conduire à l'obéissance par la raison, c'est leur rendre le plus grand de tous les services. »

### Après la session
La constitution de 1793 est élaborée en huit jours, texte très démocratique et inapplicable, d'ailleurs jamais appliqué. Garat le Jeune, alors ministre de l'Intérieur, est chargé de sa diffusion. Il rapporte alors à la Convention nationale l'accueil enthousiaste qu'il recevait, mais il ne parla pas du Pays basque, où à Ustaritz, son frère Dominique et le maire avaient refusé de le diffuser alléguant qu'il n'était pas traduit en basque. Cette réponse est très mal perçue par les représentants du peuple en mission, Monestier et Pinet, qui, le 2 octobre 1793, envoyent les organisateurs de la réunion méditer dans les prisons de Montauban. Garat-Aîné n'est libéré qu'après la chute de Robespierre (9 thermidor an II : 27 juillet 1794), le 2 septembre 1794. Voulant éviter un nouveau séjour en prison, il se réfugie à Urdax, en Navarre, dans un monastère des Prémontrés où de nombreux Labourdins, dont l'évêque de Bayonne, Mgr Pavée de Villevieille, s'étaient réfugiés.

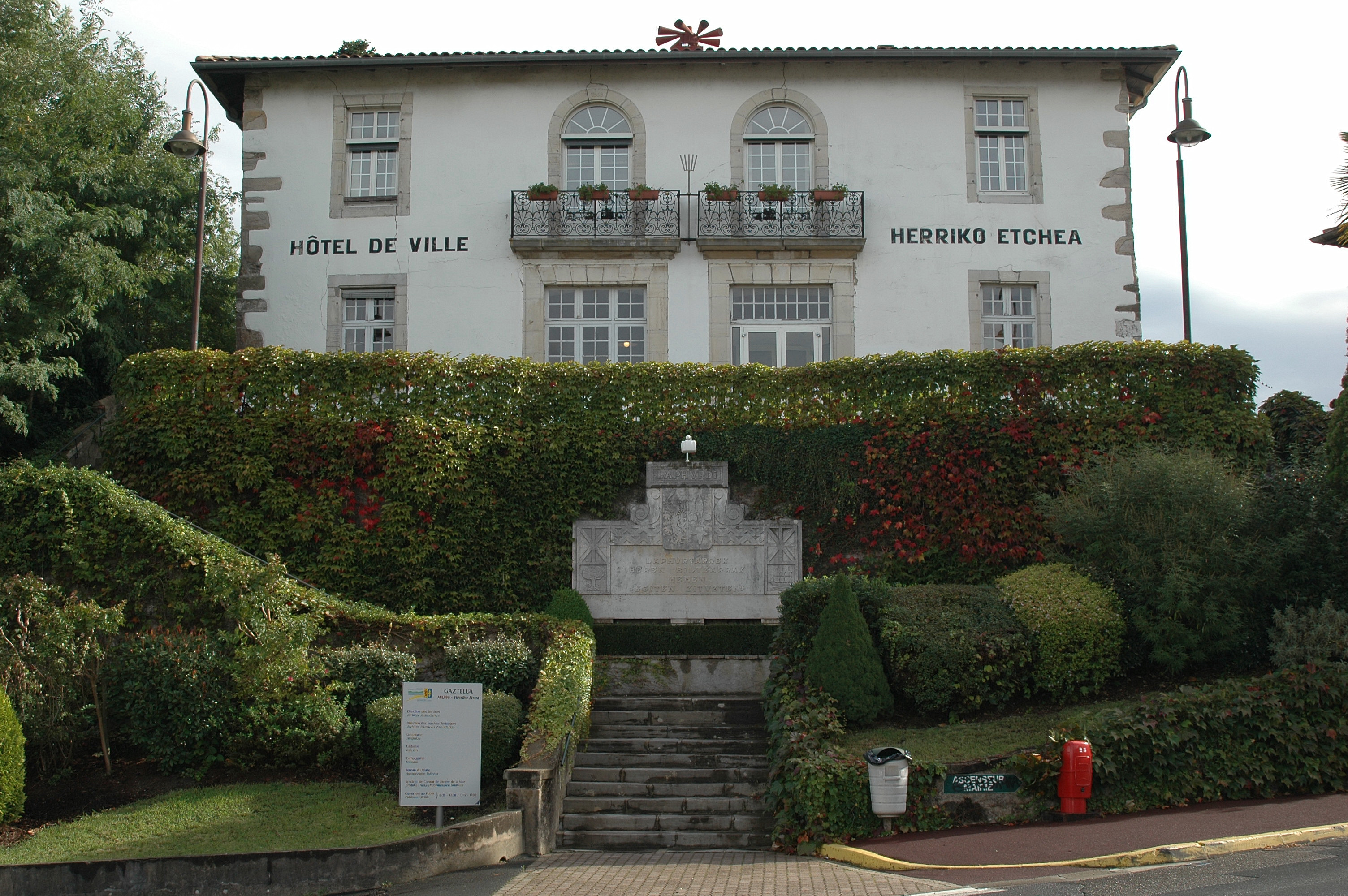
Le château de la Motte à Ustaritz, actuelle mairie et ancienne demeure des vicomtes du Labourd et desducs d'Aquitaine, accueillait les réunions du Biltzar.

En décembre 1795, Dominique Garat devient président de l'administration municipale d'Ustaritz dont l'aire s'étend, outre Ustaritz, sur Arbonne, Villefranque et Jatxou. C'est à ce titre que, le 30 ventôse an IV (20 mars 1796), Dominique Garat préside le jury qui devait procéder à la nomination du nouvel instituteur le citoyen Pierre Claverie. On vérifie sa connaissance de la « Dernière Loi constituant de la République », mais aussi sa maîtrise de la grammaire basque, car, « dans les communes basques, un instituteur doit savoir très bien le basque et le français, autrement les écoliers pourroient oublier le basque, sans apprendre le français ». Il fut remplacé par M. Dassance, depuis juge de paix du canton.
« Il vécut en philosophe chrétien » dans ses montagnes chéries, et mourut à Ustaritz, le 16 novembre 1799, quelques jours après le coup d'État du 18 brumaire.

Quand la Restauration française vient après la chute de l'Empire, Garat jeune écrit dans le « pays des Basques » : 

« Si mon frère vivait encore, comme il serait content ! »

 Dominique laissa quatre fils, le chanteur Pierre-Jean Garat, M. Fabry-Garat, chanteur aussi, et compositeur distingué. Les deux autres, suivant avec honneur différentes carrières, y ont trouvé moins de célébrité.
 
Le bicentenaire de sa mort, en 1999, fait l'objet d'une commémoration à l'Université Basque d'Été.